# Diphasium
Genre
Le genre Diphasium est un petit groupe de plantes vasculaire, appelé communément Lycopodes, appartenant à la sous-famille des Lycopodioidées de l’ordre des Lycopodiales.

## Taxonomie

### Historique
Le genre Diphasium a une histoire taxonomique complexe, en grande partie liée à celle du genre proche Lycopodium, dont il a longtemps été considéré comme une section.
La première mention de Diphasium remonte au début du XIXe siècle, lorsque Karel Bořivoj Presl identifia certaines espèces de lycopodes ayant des caractéristiques distinctives, notamment des strobiles pédonculés et des feuilles dimorphes. Cependant, ce n’est qu’en 1944 que Werner Rothmaler valide le genre dans Feddes Repertorium, en le distinguant formellement de Lycopodium sur la base de critères morphologiques précis. Rothmaler y décrit également la série Diphasium ser. Jussieua, comprenant plusieurs espèces proches morphologiquement.
En 1987, B. Øllgaard publie une étude majeure sur la famille des Lycopodiaceae dans Opera Botanica, où il propose une révision complète de la classification des lycopodes. Dans cet ouvrage, il considère Diphasium comme une section de Lycopodium et non comme un genre indépendant. Ce reclassement est fondé sur des analyses morphologiques approfondies et des observations de terrain.
Au fil des années, les études moléculaires ont progressivement éclairé les relations phylogénétiques au sein des Lycopodiaceae. Les travaux récents, basés sur l’ADN chloroplastique, tendent à rétablir le genre Diphasium comme une entité distincte de Lycopodium, bien que certaines incertitudes subsistent quant aux limites exactes entre les genres proches.

### Déscription général du genre
Les plantes de ce genre présentent des caractéristiques morphologiques distinctes. 
Les tiges principales sont souterraines, rampante ou subgrimpante. Les rameaux sont dorsiventré et anisophylle portant des feuilles dimorphes disposées en deux types de rangs :
- Rangs dorsolatéraux : larges feuilles alternes.
- Rangs ventraux : feuilles étroites avec des extrémités membraneuses.

Les structures reproductrices terminales, appelée strobile, peuvent être pédonculées ou sessiles, portant des sporophylles subpeltés (en forme de bouclier). Les cellules épidermiques des sporanges présentent des parois latérales sinueuses et finement enroulées. Le spores sont réticulées avec de grandes mailles et des faces proximales lisses, facilitant leur identification microscopique.
Le nombre chromosomique de base est de x = 34-36, et les plantes possèdent environ 90 chromosomes. Cette caractéristique en fait un sujet d'étude important pour la cytogénétique,,.

### Cycle de vie
Le cycle de vie de Diphasium suit le modèle typique des lycopodes avec une alternance de générations entre le sporophyte dominant (plante visible) et le gamétophyte obconique (en forme de cône inversé), souterrain et souvent mycorhizien.

## Répartition et habitat
Les espèces du genre Diphasium sont principalement réparties dans les régions tempérées et tropicales humides. Elles se développent dans des habitats ombragés, notamment les forêts de montagne et les prairies alpines.

## Espèces
Le genre comprends actuellement 4 espèces :
- Diphasium jussiaei (Type) (Desv. ex Poir.) Rothm., 1944
- Diphasium scariosum (G.Forst.) Rothm., 1944
- Diphasium gayanum (J.Rémy) Holub, 1985
- Diphasium lawessonianum (B.Øllg.) B.Øllg., 2014